# Bungarus

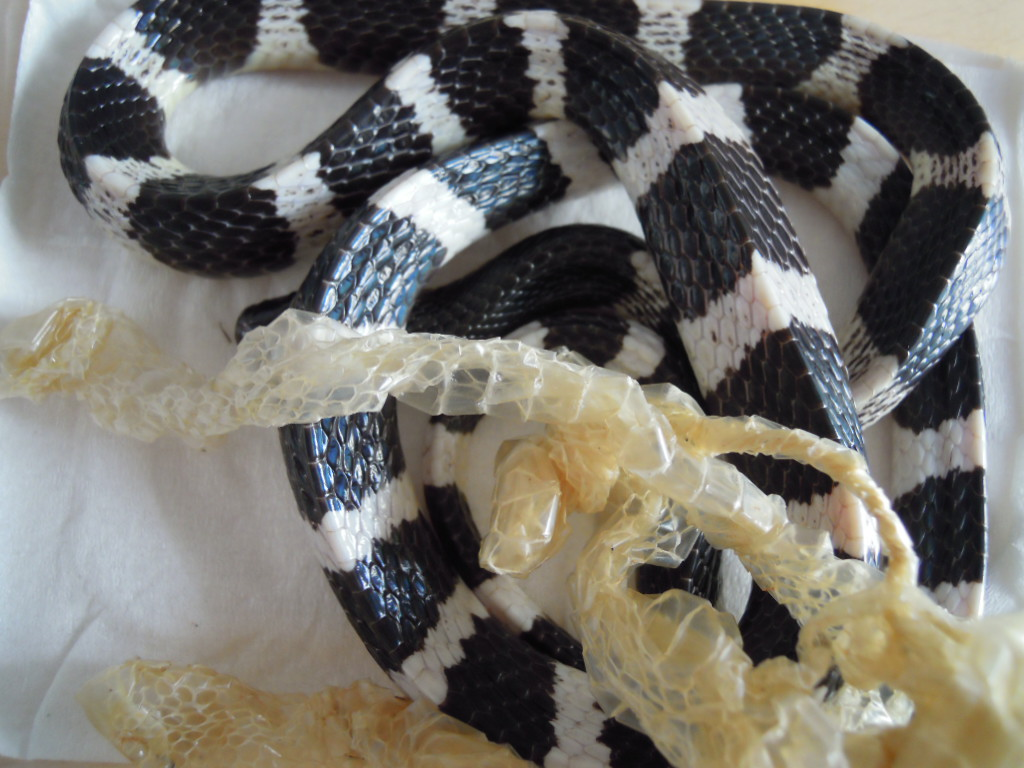
Un exemplar que ha mudat la pell

Bungarus és un gènere de serps verinoses de la família Elapidae, que es troben en l'Índia i el Sud-est asiàtic. Hi ha 12 espècies i 5 subespècies.
Les espècies d'aquest grup són endèmiques d'Àsia i comparteixen una sèrie de caràcters morfològics que en fan un tàxon coherent. El gènere conté 15 espècies que, segons McDowell (1987), presenten diferències morfològiques respecte al gènere Naja i els elàpids africans. McDowell exposà que «Àfrica té la major diversitat d'espècies, però els [gèneres] asiàtics Bungarus i Ophiophagus tenen una anatomia tan peculiar que apunta cap a una divergència molt antiga».
Altres investigadors, com ara Slowinski, creuen que Bungarus formen part d'un clade afí al grup que inclou la cobra reial (Ophiophagus hannah) i, sorprenentment, les mambes africanes (Dendroaspis) en l'arbre de major parsimònia o els elapoïdeus en l'arbre de major probabilitat. Els descobriments de McDowell sobre el tàxon germà de Bungarus i les serps marines (Hydrophiinae) suggereixen que Bungarus podria ser un clade permutable entre els elàpids «erectors del palatí» i els hidrofins «arrossegadors del palatí».

## Taxonomia
El gènere Bungarus conté 15 espècies:
- Bungarus andamanensis
- Bungarus bungaroides
- Bungarus caeruleus
- Bungarus candidus
- Bungarus ceylonicus
- Bungarus fasciatus
- Bungarus flaviceps
- Bungarus lividus
- Bungarus magnimaculatus
- Bungarus multicinctus
- Bungarus niger
- Bungarus persicus
- Bungarus sindanus
- Bungarus slowinskii
- Bungarus walli